# Андерсон, Джон Генри
Джон Генри Андерсон (John Henry Anderson; р. 1814, Крейгмил, Шотландия — ум. 1874, Дарлингтон, Великобритания) — шотландский актёр и иллюзионист.
Андерсону приписывается первенство в переносе иллюзионного искусства с улиц в театры и другие аудитории, применении массированной рекламы до, во время и даже после гастролей, исполнении трюка «Кролик в шляпе».

## Биография

### Рождение, ранние годы
Родился 14 июля 1814 года в Крейгмиле, Абердин, Шотландия, в семье фермера-арендатора. Мать — Мери Робертсон (Mary Robertson). Рано осиротел и с 1824 года был вынужден работать помощником кузнеца.

### Становление
В 1830 году поступает подсобным работником в труппу бродячего театра и уезжает с ними на гастроли. Постепенно, освоив актёрское мастерство, начинает принимать участие в спектаклях, а попробовав показывать фокусы, понимает, что иллюзия — его призвание.
Андерсон закупает необходимый реквизит и вскоре начинает самостоятельные выступления в качестве иллюзиониста.
В 1837 году, вдохновлённый успехами Андерсон создаёт большую иллюзионную программу и с большой помпой, под псевдонимом «Великий каледонский Маг» («The Great Caledonian Conjuror»), гастролирует по всей стране. Предположительно, в эти годы, он начинает показывать свой трюк «Кролик в шляпе»

### Расцвет, зрелые годы
Идея переноса своих выступлений с улиц и случайных подмостков в театральный зал приходит к нему в 1840 году. Для этой цели Андерсон открывает в Лондоне специальный театр «New Strand Theatre». Он меняет своё сценическое имя на «Великий Волшебник Севера» («The Great Wizard of the North»), разрабатывает собственное оборудование для иллюзионного представления и даёт невиданные по тем временам представления.
Ещё один свой театр Андерсон открывает в Глазго в 1845 году. Всего через четыре месяца после открытия театр сгорел дотла. Финансовые потери были значительны, но благодаря страховке и помощи своих друзей, Андерсон смог начать подготовку к новому представлению в лондонском театре Ковент-Гарден. Премьера состоялась в 1846 году. Через год он посетил Европу. Давал представления в Гамбурге, Стокгольме и Санкт-Петербурге.
В 1849 году Андерсон вернулся в Лондон чтобы дать специальное представление для королевы Виктории. К своему удивлению, Андерсон обнаружил, что у него есть конкурент — Жан Эжен Робер-Уден (также Робер-Гуден, фр. Jean-Eugène Robert-Houdin) — французский иллюзионист. А в 1851 году Андерсон предпринимает трёхлетние гастроли по Америке, Канаде, Австралии и Гавайским островам. Там, впервые, он показывает свой трюк «Ловля пули».
В 1854 году Джон Генри решил уйти со сцены и дал прощальное представление у себя на родине в Абердине. Успех был столь велик, что поменял все планы Андерсона. Он вновь много и успешно гастролирует. Параллельно, меняет амплуа и становится разоблачителем спиритизма. В антиспиритических шоу он использует своих дочерей при создании всяческих «таинственных» эффектов.
5 марта 1856 года, арендованное им здание королевского театра Ковент-Гарден после гала-концерта неожиданно загорелось. Андерсон второй раз за свою карьеру теряет всё состояние и становится банкротом.
После недолгого перерыва, в 1859 году Андерсон начинает новое мировое турне, а в 1862 году его сын Джон Генри-младший, в возрасте неполных 18 лет, отделяется от труппы отца и предпринимает собственные иллюзионные гастроли. Андерсон-отец тяжело воспринял произошедшее и долгие годы был в ссоре с сыном.

### Личная жизнь
В 1842 году Андерсон женился на Ханне Лонгхерст (Hannah Longherst) из Абердина. В следующем году родился их первенец — Джон Генри-младший(John Henry Jr.) В 1845 году любовница Андерсона родила сына Филиппа, но умерла при родах. Андерсон принял ребёнка и поддерживал его до конца своих дней. У него родились ещё две дочери Алиса и Елена, а также сын Оскар. Все его дети, жена и обе любовницы активно участвовали в иллюзионных представлениях.

### Конец жизни, смерть

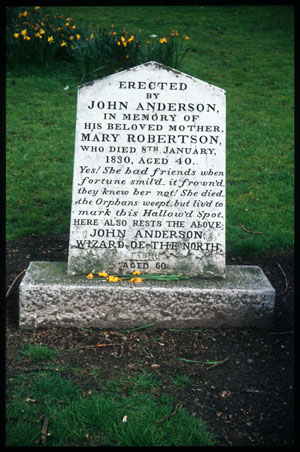
Могила Джона Генри Андерсона в Амбердине

В 1864 году Андерсон возвращается в Англию. Дела идут не так успешно, долги растут. Последние большие гастроли он предпринимает в 1866 году.
5 февраля 1874 года в Дарлингтоне, Дарем, Великобритания, Джон Генри Андерсон скончался. Его тело перевезли на родину в Шотландию, где похоронили рядом с матерью на кладбище St Nicholas в Абердине.
Известный иллюзионист Гарри Гудини в 1909 году посетил могилу Андерсона и нашёл её в полном запустении. Гудини всегда почитал Андерсона, считал его своим вдохновителем и учредил специальный фонд для содержания и ухода за последним пристанищем Великого Волшебника Севера.

## Достижения
Андерсон разработал и обновил множество иллюзионных трюков. Среди наиболее известных «Ловля пули» и «Кролик в шляпе». Он применял в своих выступлениях роскошный, поражающий воображение зрителей, реквизит, использовал последние достижения того времени — электричество, оптику, фотографию.
Его гастроли сопровождались грандиозной рекламой. Афиши не только расклеивали на афишных тумбах и стенах домов, но и носили по улицам в виде плакатов, печатали на упаковках пищевых продуктов, рисовали прямо на асфальте, на бортах повозок и т. д. Массированная рекламная кампания начиналась задолго до приезда труппы, а заканчивалась через несколько недель после отъезда, закладывая тем самым базу для новых гастролей.